# マドリッド音頭
「マドリッド音頭」（マドリッドおんど）は、1993年にスペイン・マドリードで生まれた歌。作詞・作曲は伊藤誠。
伊藤誠が第一勧業銀行（現みずほ銀行）マドリード支店開設のためスペイン勤務であった頃、マドリード日本人会からの依頼により作られた。
この歌は20年以上経った現在でも、マドリード盆踊り大会にて歌い継がれている。

## 概要
1993年3月に、スペイン・マドリードにて伊藤誠により創作された。
盆踊りテーマソング
1993年頃、マドリードには日本人が約2000人いた。
これをまとめるマドリード日本人会という組織があり、地場で活躍していた人、企業が入会していた。
「盆踊り大会」は日本人会主催のメインイベントで、初回1992年夏には、1500人もの人が集まり大成功をおさめた。
1993年、第2回目を行うにあたり、大会テーマ曲の創作を、マドリード日本人会が伊藤へ依頼したもの。
マドリード盆踊り大会は2018年現在24回目となり、マドリッド音頭も引き続き踊られている。

## 曲の構成
第1回マドリード盆踊り大会で、集まった人の3分の1（500人）がスペイン人であることを知り、スペイン人たちも歌って踊れるように、スペイン語と日本語を交えて作られている。
歌のサビの部分に、「ハポン（日本）、ポン、ポンとフント（一緒に）」や「バイラ、バイラ（踊れ、踊れ）」と入っていたり、ピカソやベラスケスなどスペインが生んだ画家や、ドン・キホーテを登場させる等、とてもユニークな歌詞となっている。

## 2014年「マドリッド音頭」誕生20周年記念
「マドリッド音頭」が20年経った今なお、現地の盆踊り大会にて歌い継がれていることから、2014年7月、マドリード日本人会の招きにより伊藤がスペインへ行き、「日本スペイン交流400周年」の記念イベントとしての第20回マドリード盆踊り大会に出演。また同じく400周年記念行事として、在スペイン日本国大使公邸にて「伊藤誠コンサート」が開催された。